# Украинск
Украи́нск (укр. Украї́нськ) — город в Селидовской городской общине Покровского района Донецкой области Украины. Город основан для проживания персонала для строительства и обслуживания шахты «Украина» с выработкой 1,8 миллионов тонн угля в год.
С сентября 2024 года Украинск находится под российской оккупацией.

## Географическое положение
Расположен в 4 км от железнодорожного узла Цукуриха (линии на Донецк, Покровск, Кураховку).

## История
Город основан в 1952 году одновременно со строительством шахты «Украина», которая функционирует до сих пор. До 1963 года назывался Лесовка. 18 сентября 1963 года посёлок городского типа Лесовка получил статус города и название, производное от названия шахты — Украинск.
До укрупнения Покровского (ранее Красноармейского) района в 2020 году не входил в его состав, будучи городом областного значения.
2 сентября 2024 года начались бои за город между Вооружёнными силами России и Украины в ходе наступления российских войск на покровском направлении. На основе геолокации снимков от 17 сентября 2024 года был подтверждён захват города ВС РФ.

## Население
Зарегистрированных по месту жительства в Украинске 12 161 человек.
| Год  | Количество жителей |
| ---- | ------------------ |
| 1959 | 5115               |
| 1970 | 20226              |
| 1979 | 17100              |
| 1989 | 15597              |
| 1992 | 15600              |
| 1994 | 15000              |
| 1998 | 14400              |
| 2002 | 13236              |
| 2003 | 12777              |
| 2004 | 12459              |
| 2005 | 12140              |
| 2006 | 11877              |
| 2007 | 12124              |
| 2008 | 12226              |
| 2009 | 12266              |
| 2010 | 12234              |
| 2011 | 12161              |
| 2012 | 12061              |
| 2013 | 11994              |
| 2014 | 11928              |
| 2015 | 11824              |

Рейтинг города (по численности населения) по состоянию на 1 января 2015 года:
| Место в бывшем СССР | Место на Украине | Место в области |
| ------------------- | ---------------- | --------------- |
| 1947                | 322              | 43              |

По данным переписи 2001 года, украинцы составляли 48,38 % населения Украинска, русские — 48,24 %, белорусы — 1,32 %.

### Языковой состав
Родной язык населения по данным переписи 2001 года:
| Язык       | Численность, чел. | Доля     |
| ---------- | ----------------- | -------- |
| Украинский | 3 087             | 23,08 %  |
| Русский    | 10 221            | 76,40 %  |
| Другое     | 70                | 0,52 %   |
| Итого      | 13 378            | 100,00 % |